# Бёрджесс, Томас
Томас Уильям Бёрджесс (англ. Thomas William Burgess; 15 июня 1872, Ротерхэм, Великобритания — 5 июля 1950, Париж, Франция) — британский ватерполист и пловец, бронзовый призёр летних Олимпийских игр 1900.
В водном поло на Играх Бёрджесс входил в состав четвёртой французской команды. Не имея соперника в четвертьфинале, она сразу прошла в полуфинал, где её обыграла бельгийская сборная. Матч за третье место не проходил, и поэтому Бёрджесс сразу получил бронзовую медаль. Хотя он был британцем, медаль досталась Франции, а не смешанной команде.
Кроме того, Бёрджесс участвовал в нескольких соревнованиях по плаванию. Он не выигрывал полуфиналы, но показывал одни из лучших результатов и проходил в финал. В 4000 м вольным стилем он в итоге занял четвёртое место, в 200 м на спине — пятое, а в 1000 м вольным стилем не смог финишировать.
6 сентября 1911 года, со своей 16-й попытки, Берджесс стал вторым человеком, переплывшим Ла-Манш.
Был тренером первой женщины, переплывшей Ла-Манш - Гертруды Эдерле.